# Сельское поселение Дубовый Умёт
Сельское поселение Дубовый Умёт — муниципальное образование в Волжском районе Самарской области.
Административный центр — село Дубовый Умёт.

## Административное устройство
В состав сельского поселения Дубовый Умёт входят:
- село Дубовый Умёт,
- посёлок Калинка,
- посёлок Культура,
- посёлок Ровно-Владимировка.

## Население
| 2010  | 2012  | 2013  | 2014  | 2015  | 2016  | 2017  | 2018  | 2019  |
| ----- | ----- | ----- | ----- | ----- | ----- | ----- | ----- | ----- |
| 4720  | ↘4673 | ↘4625 | ↘4619 | ↗4692 | ↗4774 | ↗4841 | ↗4863 | ↗4935 |
| 2020  | 2021  |       |       |       |       |       |       |       |
| ↗4942 | ↘4933 |       |       |       |       |       |       |       |